# Hans-Reinhard Koch
Pour les articles homonymes, voir Hans Koch et Koch.
Hans-Reinhard Koch, né le 27 novembre 1929 à Leinefelde-Worbis (Thuringe, Allemagne) et mort le 25 avril 2018 à Erfurt (Thuringe, Allemagne), est un prélat catholique allemand, évêque auxiliaire d'Erfurt de 1985 à 2004.

## Biographie

### Formation
Hans-Reinhard Koch est le troisième enfant d'Adolf Koch, dentiste, et de son épouse, Maria, femme au foyer.
À la fin de ses études secondaires, il étudie la théologie catholique à la Faculté de Théologie de Fulda, au séminaire d'Erfurt et à l'abbaye de Neuzelle. 
Le 27 mars 1955, il est ordonné diacre, puis, le 17 juillet 1955, il est ordonné prêtre par Mgr Joseph Freusberg (de).

### Ministères
Dès son ordination, il exerce la charge d'aumônier à Nordhausen. En 1959, il devient vicaire à Kölleda, puis, en 1965, Mgr Hugo Aufderbeck (de) le nomme chancelier du séminaire d'Erfurt.
En 1969, il devient ordinaire et travaille à Erfurt comme agent du Bureau diocésain d'Erfurt-Meiningen. En 1983, il est nommé recteur de la cathédrale d'Erfurt.

### Épiscopat
Le 15 mai 1985, il est nommé évêque titulaire de Mediana (de) et évêque auxiliaire d'Erfurt-Meiningen par le Pape Jean-Paul II. Il est alors consacré le 6 juillet suivant par Mgr Joachim Wanke, assisté de Mgrs Wolfgang Weider et Norbert Werbs.
Le 27 novembre 2004, jour de ses 75 ans, le Pape Jean-Paul II accepte sa démission.
En 2010, le ministre-président Christine Lieberknecht lui remet l'Ordre du Mérite de l'État libre de Thuringe.